# En directo
En directo è un album dal vivo del gruppo musicale cileno Inti-Illimani, pubblicato nel 1980. È il loro nono album pubblicato in Italia e il primo dal vivo.

## Descrizione
Registrato a Napoli nel dicembre del 1979 questo disco ricapitola la loro prima stagione di esilio in Italia e ne simboleggia in vari modi la fine. Compaiono per l'ultima volta con i loro caratteristici poncho rossi e chiudono così, anche simbolicamente, l'epoca della cosiddetta maleta cerrada.
Come racconta José Seves nel libro Fragmentos de un sueño, nei primi anni vissuti in Italia il gruppo percepiva l'esilio come qualcosa che si dovesse presto interrompere e per questa ragione vivevano sempre con le valigie chiuse, pronti a tornare nella loro patria.
Intorno alla fine degli anni settanta si sviluppa invece la consapevolezza di un esilio molto lungo e la cui fine diventa impronosticabile e pertanto il gruppo passa alla fase che chiameranno della ventana abierta, disponibili a mettere radici e a vivere in maniera completa nel paese che li ospita che di conseguenza diventerà anche il luogo dove fare progetti e immaginarsi la propria vita.
Non a caso scrivono nelle note introduttive a questo album:
Musicalmente il disco contiene alcuni dei loro brani più famosi e un solo inedito: Tío Caimán, un brano panamense facente parte del repertorio dei Quilapayún. 
Il disco fu pubblicato, in tempi diversi, in svariati paesi del mondo, tranne in un caso sempre con identica track-list, ma con la copertina sempre modificata. Questo disco è uno dei pochissimi loro album del periodo italiano a non essere mai stato ristampato in CD, né in Italia né all'estero.

## Tracce
1. El aparecido - (V.Jara)
2. Ramis - (tradizionale peruviano)
3. Mis llamitas - (E.Cavour)
4. Señora chichera - (tradizionale boliviano)
5. Arriba quemando el sol - (V.Parra)
6. Tío Caimán - (canzone popolare del Panamà)
7. Alturas - (H.Salinas)
8. Simón Bolívar - (R.Lena)
9. Longuita - (tradizionale ecuadoriano)
10. Ya parte el galgo terrible - (P.Neruda - S.Ortega)
11. Samba landó - (J.Seves - H.Salinas - P.Manns)
12. El pueblo unido jamás será vencido - (Quilapayún - S.Ortega)

## Formazione
- Jorge Coulón: chitarra, tiple colombiano, sicus, rondador, arpa
- Max Berrú: chitarra, percussioni
- Horacio Salinas: chitarra, charango, sicus, cuatro venezuelano, tiple colombiano
- Horacio Durán: charango, chitarra, cuatro venezuelano, tiple colombiano, violino
- Marcelo Coulon: chitarra, quena, sicus, guitarrón, flauto traverso
- José Seves: chitarra, charango, quena, percussioni, sicus

### Collaboratori
- Alessandro Branco : foto di copertina

## Edizioni
- Italia: EMI Italiana 3C 054-63813, 1980
- Spagna: Movieplay 17.2100/9, 1980
- Perù: Epocap NC-02, 1981
- Ecuador: Teen International LP-41508, 1980
- Colombia: 
  - Fonoson FON-S 25283
  - Discos Orbe OBS E-25283, 1981
- Cile: Alerce ALC 128, musicassetta, la traccia 12 è stata sostituita con la canzone Vuelvo nella sua versione originale registrata in studio, tratta dall'album Inti-Illimani 8 - Canción para matar una culebra